# Исаак Антиохийский
Исаа́к Антиохи́йский (умер около 460 года) — пресвитер антиохийской церкви. Корпус сочинений, ему приписываемых, включает тексты, неоднородные по стилю, тематике и богословской направленности; по свидетельствам средневековых авторов их атрибутируют двум или трём сирийским писателям V—VI веков. В частности, в письме Иакова Эдесского к Иоанну Стилиту (середины VIII века) рассказывается о существовании трёх Исааков — одного из Амида и двух из Эдессы. Второй был монофизитом, а третий перешёл в халкидонизм около 522 года. 

## Личность Исаака
Исаак происходил из Амиды, и в источниках именовался учеником Ефрема Сирина, но, по-видимому, ученичество не следует воспринимать в буквальном смысле. В царствование императора Аркадия Исаак посетил Рим; автор хроники Псевдо-Дионисия Телль-Махрского (VIII век) упоминает среди произведений Исаака стихи, посвящённые Столетним играм (ludi saeculares) в Риме (404) и взятию города Аларихом (410). На обратном пути он посетил Константинополь, где по неизвестной причине подвергся тюремному заключению. По возвращении на родину был рукоположён во пресвитера и до смерти жил в Амиде. Согласно Псевдо-Захарии Ритору (середины VI века), Исаак принял монашество, а по заявлению автора «Эдесской хроники» (VI века) и яковитского патриарха Михаила Сирийца — был даже архимандритом. По свидетельству Геннадия Массилийского, Исаак посвятил поэму землетрясению в Антиохии 14 сентября 458 года; эта поэма не сохранилась. Исаак Амидский упоминается также в сочинениях Григория Бар-Эбрея, Бутроса ибн ар-Рахиба, Георгия аль-Макина.

## Корпус сочинений. Атрибуция
Практически все сочинения, приписываемые Исааку Сирийцу (из более чем сотни опубликованы 37), написаны в стихах, чаще всего семисложных. Содержательно они посвящены аскетике и обращены монастырской братии. Затрагиваются также догматические вопросы, касающиеся Троицы, воплощения и свободы воли. Также в некоторых сочинениях разбираются вопросы литургической практики: крещение младенцев, таинство Покаяния, молитвы за усопших, службы часов и навечерий праздников. 16 мадрашей посвящено обоснованию необходимости частого причащения.
В остальных произведениях рассказывается о современных автору событиях; войнах против гуннов, арабов и персов. Сочинения Исаака объёмны: так, например, поэма о попугае, распевавшем Трисвятое, имеет не менее 2136 строк, другая, о покаянии — 1928. Поэму о попугае иногда приписывают другому сирийскому автору V века, о котором более ничего не известно. Публикаторы сочинений Исаака называли его стиль «монотонным», стихи без рефрена, обычного в семитской литературе. С конфессиональной точки зрения творчество разнородно: часть имеет халкидонскую ориентацию, а другая часть — монофизитскую.